# كوتسوبودي
كوتسوبودي (باليونانية: Κουτσοπόδι)‏ هي بلدة وبلدية سابقة في أرغوليس في البيلوبونيز في اليونان.